# 토도로키 유우
토도로키 유우(일본어: 轟 悠 とどろき ゆう[*], 8월 11일 - )는 전 다카라즈카 가극단 전과 남역이다. 전 가극단 특별 고문이자, 전 유키구미 톱스타이다.
구마모토현 히토요시시, 히토요시시립 제1중학교 출신이다. 신장 168cm, 애칭은 "이시상", "토무"이다.

## 약력
1983년, 다카라즈카 음악학교 입학.
1985년, 다카라즈카 가극단 71기생으로 입단. 하나구미 공연 「사랑하면 생명은 영원히」로 초무대. 그 후 츠키구미에 배속.
1988년 7월 1일자로 유키구미로 조이동.
1989년, 「베르사이유의 장미」로 신인공연 첫 주연. 그 후, 5번에 걸쳐 신인공연 주연을 맡음.
1992년, 「연인들의 신화」로 바우홀 첫 주연.
1994년, 「바람과 함께 사라지다」로 레트 버틀러를 시작으로 3역을 역 바꿈으로 연기함.
1996년, 「엘리자베트」 일본 초연 때, 루케니 역에 발탁.
1997년 7월 31일자로 유키구미 톱스타 취임. 상대역으로는 전임 톱스타의 상대역이었던 하나후사 마리를 맞이해, 「한밤중의 고스트／레 셸반」으로 톱콤비 대극장 오히로메. 이 공연을 마치고, 하나후사는 새로이 창설되는 소라구미로 이동하였고, 토도로키는 2번째 상대역으로 츠키카게 히토미를 맞이했다. 같은 해 「춘앵부／LET'S JAZZ」로 신 톱콤비 대극장 오히로메.
1998년, 「THE FICTION」 (바우홀 공연)으로 다카라즈카 가극단 역사상 최초로 1인 단독 공연으로 상연. 12역을 연기했다.
2000년, 「개선문」으로 연기가 호평을 받아, 『문화청 예술제상』의 연극 부문 우수상을 수상.
2002년 2월 12일자로, "카스가노 야치요와 같은 존재"라는 요청을 받고 전과로 이동. 같은 해 「바람과 함께 사라지다」 (일생극장 공연)을 주연을 맡고, 『키쿠다 카즈오 연극상』 및 『일본 영화 비평가 대상』 뮤지컬 대상을 수상.
2003년 6월 14일자로 극단 이사에 취임. 이사 취임 후, 각 조의 주연급으로 특별 출연을 계속 함.
2020년 7월 18일자로 이사를 퇴임하고, 극단 특별고문에 취임. 현역 생도의 특별 고문 취임은 마츠모토 유리에 이어 2번째가 되었다.
리얼한 남자를 느끼게 하는 연기에는 정평이 나있어, "남역의 체현자"로서 후배에게 그 모습을 보여주며, 오랫동안 극단의 얼굴로서 활약해 왔지만, 2021년 10월 1일자로 다카라즈카 가극단을 퇴단. 입단 37년만의 졸업이다.

## 수상 이력
- 1990년, 『다카라즈카 가극단 연도상』 - 1989년도 노력상
- 1991년, 『다카라즈카 가극단 연도상』 - 1990년도 노력상
- 1993년, 『다카라즈카 가극단 연도상』 - 1992년도 노력상
- 1994년, 『한큐 스미레회 팬지상』 - 남역상
- 2000년, 제 55회 『문화청 예술제상』 - 연극 부문 우수상 (『개선문』에 의한 연기 성과)
- 2001년, 『한큐 스미레회 팬지상』 - 특별상
- 2001년, 『다카라즈카 가극단 연도상』 - 2000년도 특별상
- 2002년, 제 28회 『키쿠다 카즈오 연극상』 - 연극상 (『바람과 함께 사라지다』 레트 버틀러 역의 연기에 대해)
- 2002년, 제 12회 『일본 영화 비평가 대상』 - 뮤지컬 대상 (일생극장 『바람과 함께 사라지다』)
- 2017년, 제 24회 『요미우리 연극 대상』 - 우수여배우상 (『For the people』 에이브라함 링컨 역에 대해)
- 2021년, 『다카라즈카 가극단 연도상』 - 2020년도 특별상